# Lexington, Nebraska
Lexington är en stad i den amerikanska delstaten Nebraska med en yta av 11,68 km² och en folkmängd som uppgick till 10 230 invånare vid 2010 års folkräkning. Lexington är administrativ huvudort i Dawson County.

## Kända personer från Lexington
- Bill Barrett, politiker